# Karin Rehbein
Karin Rehbein (Aurich, 30 de marzo de 1949) es una jinete alemana que compitió en la modalidad de doma.
Ganó tres medallas en el Campeonato Mundial de Doma, en los años 1994 y 1998, y dos medallas en el Campeonato Europeo de Doma de 1997.

## Palmarés internacional
| Campeonato Mundial | Campeonato Mundial     | Campeonato Mundial | Campeonato Mundial |
| Año                | Lugar                  | Medalla            | Categoría          |
| ------------------ | ---------------------- | ------------------ | ------------------ |
| 1994               | La Haya (Países Bajos) | Medalla de oro     | Por equipos        |
| 1994               | La Haya (Países Bajos) | Medalla de bronce  | Individual (libre) |
| 1998               | Roma (Italia)          | Medalla de oro     | Por equipos        |
| Campeonato Europeo |                        |                    |                    |
| Año                | Lugar                  | Medalla            | Categoría          |
| 1997               | Verden (Alemania)      | Medalla de oro     | Por equipos        |
| 1997               | Verden (Alemania)      | Medalla de bronce  | Individual         |